# Arthur Rubinstein

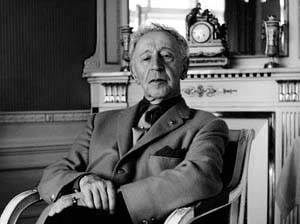
1963

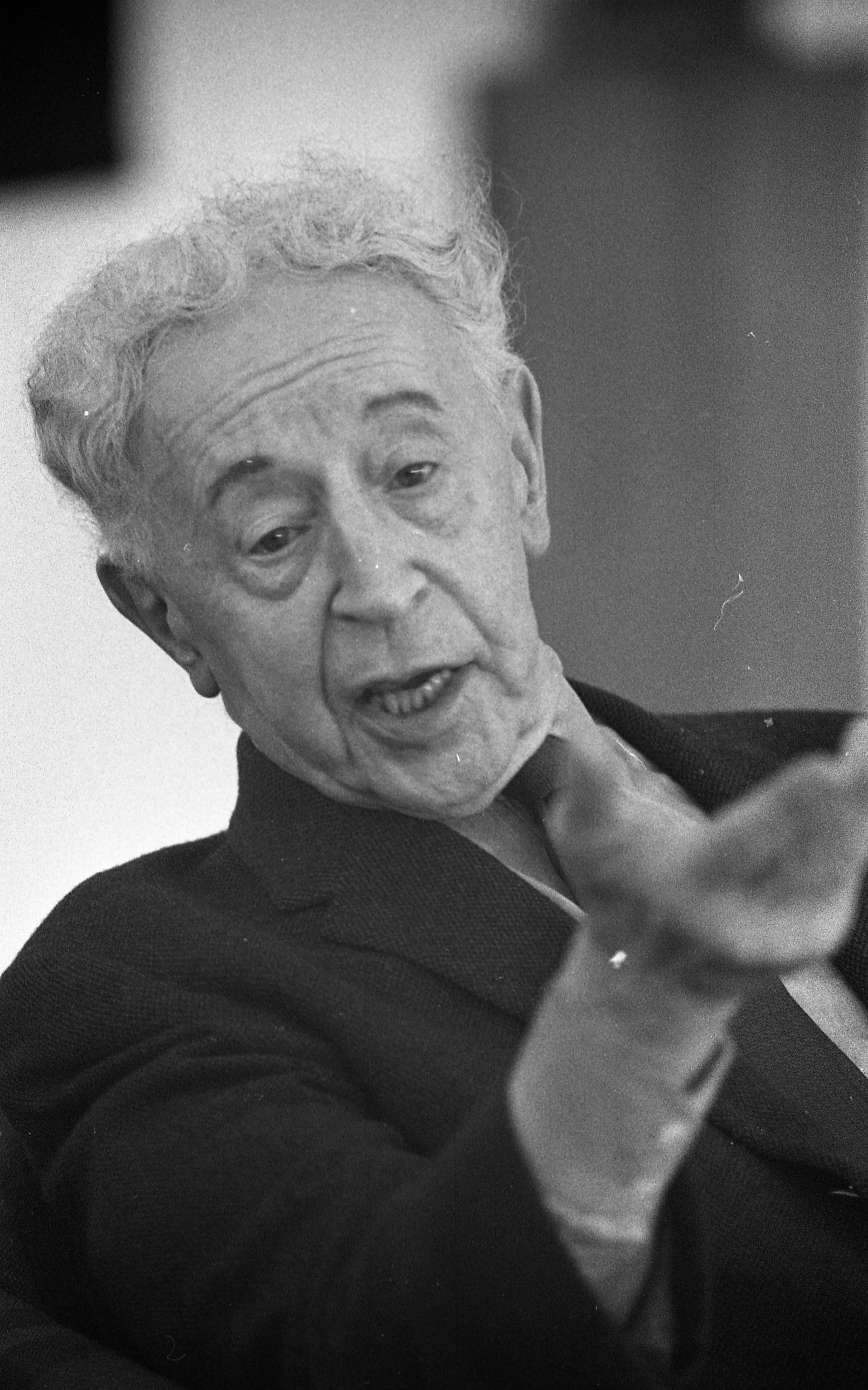
En Israel, 1969

Arthur Rubinstein, KBE (honoraria) (Lodz, Zarato de Polonia, 28 de enero de 1887 - Ginebra, 20 de diciembre de 1982) fue un pianista polaco-estadounidense de origen judío, célebre por sus interpretaciones de Chopin y de muchos otros compositores. Fue nombrado por The New York Times y mejores especialistas como uno de los grandes pianistas del siglo XX.

## Biografía
Fue el séptimo hijo de una familia judía de tejedores afincada en Polonia. Empezó a estudiar piano a los tres años. Poco después pasó a la tutela del músico Alexander Rozincki, que rápidamente se desesperó ante la pereza del pupilo para realizar los ejercicios que se le exigían. Su enorme talento musical le llevó sin embargo a dar su primer concierto en público cuando contaba sólo con seis años. Las posteriores experiencias con profesores polacos siguieron igualmente un curso desafortunado, y en 1897 marchó a Berlín para conocer a Joseph Joachim, afamado violinista y amigo de Johannes Brahms. El músico alemán quedó maravillado y se ocupó inmediatamente de su educación musical, en la cual también participaron Max Bruch, Heinrich Barth y Reynaldo Hahn. En 1900 se presentó ante el público berlinés bajo la dirección de Joseph Joachim y acompañado por la Orquesta Filarmónica de la ciudad interpretando el Concierto para piano n.º 23 de Mozart, el Concierto para piano n.º 2 de Camille Saint-Saëns, piezas de Schumann y de Chopin. Le siguieron otros conciertos en Alemania y en Polonia.
En 1904 debutó en París, donde poco más tarde fijaría su residencia. Dos años después daría su primer concierto en los Estados Unidos, en el Carnegie Hall, con la Orquesta de Filadelfia. El recibimiento fue frío, y la gira posterior en tierras norteamericanas tampoco estuvo marcada por el éxito. Siguieron conciertos en Austria, Italia y Rusia. En 1912 debutó en Londres, donde se le pudo oír como solista y compañero del violonchelista Pau Casals. Durante la Primera Guerra Mundial vivió principalmente en la capital británica. Ejerció de traductor, pues dominaba ocho idiomas, y tocó junto al violinista Eugène Ysaÿe. Conciertos en Sudamérica y España (1916/1917) despertaron su interés por Albéniz, Falla, Granados y Villa-Lobos, cuyas piezas pasarían a partir de entonces a formar parte de su repertorio. Debido a un juramento realizado al estallar la guerra, no volvió a actuar en Alemania a partir del 1914. En los años veinte, después de una segunda gira por los Estados Unidos, tocaría principalmente en Europa.
Durante toda esta época reconoce Rubinstein que se salió un poco del camino y se dedicó a la tarea principal de un niño prodigio, “librarse de la inmadurez”. Según sus confesiones, se entregó a los placeres carnales; falto de ganas y de disciplina, se dedicaba al piano y en los conciertos confiaba ciegamente en su talento y su musicalidad: “De joven era vago. Tenía talento, pero había muchas cosas en la vida que me interesaban más. Grandes vinos, mujeres guapas, en la relación 20% y 80%, respectivamente”, motivo por el cual posiblemente nunca alcanzó la perfección técnica de sus concurrentes.
Se designaba a sí mismo como “el último tahúr” entre los pianistas, hecho que posiblemente determinaba sus lugares de actuación. Le agradaba tocar en los países del sur, especialmente en España. Allí gustaba su temperamento desenfrenado, su ligereza, su ímpetu. Los cuatro conciertos planeados para el año 1916 pronto terminaron siendo más de cien. Se hizo amigo de la Casa Real, y el rey Alfonso XIII le otorgó un pasaporte español para que pudiera viajar libremente en sus recitales en plena Primera Guerra Mundial. Tal era su reconocimiento que muchos países de habla hispana le declararon hijo adoptivo y se convirtió en uno de los más significados intérpretes de su música. No gozaba de la misma celebridad en los Estados Unidos e Inglaterra. Dice Rubinstein con cierto sarcasmo y autocrítica: “La gente allí cree que paga para oír todas las notas. Yo, sin embargo, dejo caer unas cuantas debajo de la mesa, alrededor de un 30%, y la gente se siente estafada. No podía estar sentado de ocho a diez horas delante del piano. Yo vivía para cada minuto. Admiro a Leopold Godowsky. Necesitaría quinientos años para tener su técnica. ¿Pero qué tuvo él de todo esto? Era un hombre infeliz, tenso, que se sentía mal cuando no estaba sentado al piano. ¿No dejó pasar su vida?”. Alguna vez dijo Rubinstein que Paul Dukas contribuyó a su salvación: “Diviértase cuanto quiera, pero no se eche a perder. París no es para usted. Vuelva a Polonia, encárguese de curarse en cuerpo y moral, beba leche, salga a montar en caballo, váyase a dormir a horas decentes, conviértase en un hombre honrado”, le dijo. Añade Rubinstein: “Fue un consejo muy sabio, y lo mejor es que lo seguí.”
Al parecer, dos hechos harían dar un giro a su vida, en ese momento: su boda en 1932 con Aniela Mlynarski, hija del famoso director polaco Emil Młynarski, y la brillante actuación de Horowitz en París. Según palabras del propio Rubinstein: “Vi en él al nuevo Liszt, capaz de dominar su época. Quería tirar todo por la ventana. Antes de morir, quiero demostrar aquello de lo que soy capaz. Cerré los puños, no por mucho tiempo debido a mi profesión, los abrí de nuevo y empecé a trabajar duramente. Tenía que vengarme. No de Horowitz, sino de mí mismo”.
Desde este momento asumió Rubinstein con renovadas fuerzas su dedicación a la música, se impuso autodisciplina y llegó a practicar hasta dieciséis horas al día. Semejante esfuerzo tuvo su recompensa, ya que tras su reaparición en el Carnegie Hall en el año 1937 fue aclamado como un genio y toda la gira por los Estados Unidos fue triunfal. Pudieron al fin escuchar el porcentaje de notas pertinente. Con cincuenta años se había convertido en un gran pianista.
Tras la invasión alemana de París en la Segunda Guerra Mundial, se trasladó con su familia a los Estados Unidos, país cuya nacionalidad obtuvo en 1946.
En las décadas siguientes dio conciertos por todo el mundo, realizó multitud de grabaciones y trabajó con músicos de renombre como Jascha Heifetz, Emanuel Feuermann, Henryk Szeryng, Gregor Piatigorsky y el Cuarteto Guarneri. En 1958 volvió a tocar, después de más de veinte años de ausencia, en Polonia, donde el público le honró con lágrimas y, puesto en pie, una ovación, la segunda en la historia de este país, después de la que recibiera Paderewski. Siguió tocando hasta una edad muy avanzada, siendo capaz de interpretar en una misma noche los dos conciertos de Brahms. Debido a una ceguera progresiva que le obligó a retirarse en 1976, su última actuación tuvo lugar en el Wigmore Hall de Londres. Si algo marca la carrera de este extraordinario pianista, al que Thomas Mann calificó como "virtuoso feliz", es, junto con su inconfundible sonido, su fama de vividor, de humanista y de persona embriagada por la “joie de vivre”.

## Estilo y repertorio
Su mentalidad optimista se reflejaba en la vitalidad de sus interpretaciones. Poseía un sonido inconfundible, seguro, redondo, lleno de claridad y sonoridad, y capaz de matices impensables. Se sentía a gusto tanto en el clasicismo como en el romanticismo, en el repertorio ruso, español y francés. Será sin duda recordado como uno de los mejores intérpretes de Frédéric Chopin. Liberó a las obras del compositor polaco del excesivo sentimentalismo y amaneramiento. Les dio fuerza, ritmo y una sutil sensibilidad.
En una entrevista comentaba Daniel Barenboim: “La forma de tocar de Rubinstein era tan natural que a uno le parece un juego de niños. Cuando alguien intenta alcanzar semejante claridad se da cuenta de cuán difícil es lo aparentemente fácil”.
Al preguntarle el crítico Joachim Kaiser cómo genera ese inconfundible sonido, Rubinstein respondió: “Es muy fácil: piso el pedal izquierdo y toco un poco más fuerte”, lo cual era sin duda una exageración en tono algo jocoso, puesto que las grabaciones en video de sus interpretaciones nos revelan que no abusaba de este pedal, como la frase nos puede inducir a creer.

## Anécdotas
Una vida como la de Arthur Rubinstein deja muchas anécdotas para contar, aquí queda constancia de unas pocas.
- En uno de sus conciertos en el Teatro Principal de Palma de Mallorca le dijo al desesperado afinador, que no acertaba a ajustar una nota: “Déjelo, hombre. Si la gente no se va a dar cuenta”. Años más tarde, en el mismo escenario, hizo pasar a toda la gente que se había quedado a las puertas sin entrada y les dejó sentarse sobre el escenario alrededor de él. Algo similar ocurrió en Bilbao el 20 de noviembre de 1970, cuando muchos estudiantes accedieron al concierto tras romper una de las puertas de cristal del local y escucharon la interpretación de Rubinstein sentados en los pasillos.

- Cuenta el director y pianista Daniel Barenboim que la primera vez que fue a visitarlo a los once años, muerto de miedo ante semejante eminencia musical, el maestro le dio un puro y una copa de coñac. La tensión quedó evidentemente aliviada, y la alegría con la que volvió Barenboim a casa les resultó a sus padres algo sospechosa.

- Cuenta Astor Piazzolla que en 1939, a los dieciocho años, lo escuchó en el Teatro Colón (Buenos Aires) y quedó enamorado de su manera de tocar el piano. Decidió escribir un concierto para piano, especialmente para él. Luego lo fue a visitar a su departamento en Buenos Aires para mostrárselo. La primera reacción de Rubinstein, aunque muy amable, fue la sorpresa de que el concierto fuese para piano solo. Comenzó a tocar los primeros compases del joven futuro genio de la música argentina y le lanzó una mirada "fuerte y cordial". Le preguntó "¿Digame joven, a usted le gusta la música?" "Sí" respondió Astor. "¿Entonces, porqué no va a estudiarla?" "Justamente, por eso estoy acá, quiero estudiar música." Rubinstein se encargaría de hablar con el director de orquesta Juan José Castro, que terminaría recomendando a Astor que estudiara con Alberto Ginastera.

- Joachim Kaiser narra en su libro “Große Pianisten in unserer Zeit” (Grandes pianistas de nuestro tiempo) el contratiempo que se le presentó mientras interpretaba en Eindhoven la sonata Appassionata, cuyo significado explicó Beethoven con la frase: “Lean La tempestad de Shakespeare”. En el tercer movimiento, en el presto-fortissimo, en ese final salvaje, se rompió la banqueta con un fuerte chasquido. Rubinstein se puso pálido; pero, lejos de acobardarse, siguió tocando, medio de pie, medio sentado, con notas incorrectas, hasta el final.

## Libros
- Autobiografía en inglés: My Young Years (1973) y My Many Years (1980).
- Autobiografía en francés: Mes longues années (3 volúmenes), ed. Robert Laffont, 1973-1980.

## Premios y condecoraciones
- Medalla Presidencial de la Libertad (United States Medal of Freedom) (1/4/1976).

- Gran Oficial de la Orden Nacional de la Legión de Honor).

- Gran Cruz de la Orden Civil de Alfonso X el Sabio (1/4/1963).[2]

## Repertorio discográfico
Muchas de las obras las grabó en varias ocasiones.
- Albéniz: Córdoba; Evocación (de Iberia); Navarra; Sevillanas; Triana.
- Bach: Tocata, adagio y fuga en do mayor BWV 564 (arr. Busoni); Chacona en re menor BWV 1004 (arr. Busoni).
- Beethoven: Sonata en do mayor Op. 2 n.º 3; Sonata en do menor Op. 13 "Patética"; Concierto para piano n.º 1 en do mayor Op. 15; Concierto para piano n.º 2 en si bemol mayor Op. 19; Sonata para violín y piano en fa mayor Op. 24 "Primavera"; Sonata en do sostenido menor Op. 27 n.º 2 "Claro de luna"; Sonata para violín y piano en sol mayor Op. 30 n.º 3; Sonata en mi bemol mayor Op. 31 n.º 3; Concierto para piano n.º 3 en do menor Op. 37; Sonata para violín y piano en la mayor Op. 47 "Kreutzer"; Sonata en do mayor Op. 53 "Waldstein"; Sonata en fa menor Op. 57 "Appassionata"; Concierto para piano n.º 4 en sol mayor Op. 58; Concierto para piano n.º 5 en mi bemol mayor Op. 73 "Emperador"; Sonata en mi bemol mayor Op. 81a "Los adioses"; Trío con piano en si bemol mayor Op. 97 "Archiduque".
- Brahms: Sonata para piano n.º 3 en fa menor Op. 5; Trío con piano en si mayor Op. 8; Cuatro baladas Op. 10; Concierto para piano en re menor Op. 15; Cuarteto con piano en sol menor Op. 25; Cuarteto con piano en la mayor Op. 26; Quinteto con piano en fa menor Op. 34a; Sonata para violonchelo en mi menor Op. 38; Wiegenlied Op. 49 n.º 4; Cuarteto con piano en do menor Op. 60; Capriccio en si menor Op. 76 n.º 2; Intermezzo en la menor Op. 76 n.º 7; Sonata para violín y piano en sol mayor Op. 78; Rapsodia en si menor Op. 79 n.º 1; Rapsodia en sol menor Op. 79 n.º 2; Concierto para piano en si bemol mayor Op. 83; Trío con piano en do mayor Op. 87; Sonata para violonchelo en fa mayor Op. 99; Sonata para violín y piano en la mayor Op. 100; Trío con piano n.º 3 Op. 101; Sonata para violín y piano en re menor Op. 108; Intermezzo en mi menor Op. 116 n.º 5; Intermezzo en mi mayor Op. 116 n.º 6; Intermezzo en mi bemol mayor Op. 117 n.º 1; Intermezzo en si bemol menor Op. 117 n.º 2; Intermezzo en do sostenido Op. 117 n.º 3; Intermezzo en la mayor Op. 118 n.º 2; Balada en sol menor Op. 118 n.º 3; Romance en fa mayor Op. 118 n.º 5; Intermezzo en mi bemol menor Op. 118 n.º 6; Intermezzo en mi menor Op. 119 n.º 2; Intermezzo en do mayor Op. 119 n.º 3; Rapsodia en mi bemol mayor Op. 119 n.º 4; Danza húngara en fa menor WoO 1 n.º 4.
- Chaikovski: Concierto para piano n.º 1 en si bemol menor Op. 23; Trío con piano en la menor Op. 50.
- Chabrier: Scherzo-valse (da Pièces pittoresques).
- Chopin: 51 Mazurcas (Opp. 6, 7, 17, 24, 30, 33, 41, 50, 56, 59, 63, 67, 68, "à Émile Gaillard", "Notre temps"); 21 Nocturnos (Opp. 9, 15, 27, 32, 37, 48, 55, 62, 72 Op. posth.); Estudio en do sostenido menor Op. 10 n.º 4; Estudio en mi bemol menor Op. 10 n.º 5; Estudio en do menor Op. 10 n.º 12; Concierto para piano n.º 1 en mi menor Op. 11; Fantasía sobre aires polacos Op. 13; Berceuse Op. 16; 14 Valses (Opp. 18, 34, 64, 69, 70); Bolero Op. 19; Scherzo n.º 1 en si menor Op. 20; Concierto para piano n.º 2 en fa menor Op. 21 "Marcha fúnebre"; Andante spianato y Gran Polonesa brillante en mi bemol mayor Op. 22; Balada n.º 1 en sol menor Op. 23; Estudio en la bemol mayor Op. 25 n.º 1; Estudio en fa menor Op. 25 n.º 2; Estudio en fa mayor Op. 25 n.º 3; Estudio en mi menor Op. 25 n.º 5; Polonesa n.º 1 en do sostenido menor Op. 26 n.º 1; Polonesa n.º 2 en mi bemol menor Op. 26 n.º 2; 24 Preludes Op. 28; Impromptu n.º 1 en la bemol mayor Op. 29; Scherzo n.º 2 en si bemol menor Op. 31; Sonata en si bemol menor Op. 35; Impromptu n.º 2 en fa sostenido mayor Op. 36; Balada n.º 2 en fa mayor Op. 38; Scherzo n.º 3 en do sostenido menor Op. 39; Polonesa n.º 3 en la mayor Op. 40 n.º 1; Polonesa n.º 4 en do menor Op. 40 n.º 2; Tarantela Op. 43; Polonesa n.º 5 en fa sostenido menor Op. 44; Preludio en do sostenido menor Op. 45; Balada n.º 3 en la bemol mayor Op. 47; Fantasía en fa menor Op. 49; Impromptu n.º 3 en sol bemol mayor Op. 51; Balada n.º 4 en fa menor Op. 52; Polonesa n.º 6 en la bemol mayor Op. 53 Héroique; Scherzo n.º 4 en mi mayor Op. 54; Berceuse en re bemol mayor Op. 57; Sonata en si menor Op. 58; Barcarola Op. 60; Polonesa-fantasía en la bemol mayor Op. 61; Fantasía-lmpromptu en do sostenido menor Op. 66; Trois nouvelles études.
- Debussy: Preludio (de la Suite bergamasque); La soirée dans Grenade (de Estampes); Jardins sous la pluie (de Estampes); Masques; L'Isle joyeuse; Hommage à Rameau & Reflets dans l'eau (de Images I); Poissons d'or & Mouvement (de Images, II); Danseuses de Delphes - La fille aux cheveux de lin - La cathédrale engloutie & Minstrels (de Preludios I); La plus que lente; La terrasse des audiences du clair de lune & Ondine (de Preludios, II).
- Dvořák: Quinteto con piano en la mayor Op. 81; Cuarteto con piano en mi bemol mayor Op. 87.
- Falla: Andaluza G. 37; Danza del terror & Danza ritual del fuego (de El amor brujo); Danza de la esposa del molinero & Danza del molinero (de El sombrero de tres picos); Noches en los jardines de España.
- Fauré: Cuarteto con piano en do menor Op. 15; Nocturno en la bemol mayor Op. 33 n.º 3.
- Franck: Preludio, coral y fuga M. 21; Sonata para violín y piano en la mayor; Variaciones sinfónicas.
- Gershwin: Preludio n.º 2.
- Granados: Andaluza (de Danzas españolas Op. 37); The Maiden and the Nightingale (Quejas o la maja y el ruiseñor, de Goyescas).
- Grieg: Elves' Dance Op. 12 n.º 4; Folk Song Op. 12 n.º 5; Concierto para piano en la menor Op. 16; Balada en sol menor Op. 24; Album Leaf en do sostenido menor Op. 28 n.º 4; Berceuse Op. 38 n.º 1; Spring Dance Op. 38 n.º 5; Folk Song Op. 38 n.º 2; Butterfly Op. 43 n.º 1; Little Bird Op. 43 n.º 4; Spring Dance Op. 47 n.º 6; Shepherd Boy Op. 54 n.º 1; March of the Dwarfs Op. 54 n.º 3; At the Cradle Op. 68 n.º 5.
- Haydn: Andante con variaciones para piano en fa menor H. 17 n.º 6.
- Liszt: Concierto para piano en mi bemol mayor S. 124; Consolation en re bemol mayor S. 172 n.º 3; Harmonies poétiques et religieuses S. 173 n.º 7 Funérailles; Sonata en si menor S. 178; Valse-Impromptu S. 213; Valse oubliée n.º 1 S. 215; Rapsodia húngara n.º 10 en mi mayor S. 244; Rapsodia húngara n.º 12 en do sostenido menor S. 244; Mephisto Waltz n.º 1 S. 514; Liebesträume en la bemol mayor, S. 541 n.º 3; Widmung (de Schumann, arr. Liszt, S. 566).
- Mendelssohn: Trío con piano en re menor Op. 49; Spinning Song Op. 67 n.º 4.
- Milhaud: Ipanema (de Saudades do Brasil n.º 5); Sumaré (de Saudades do Brasil n.º 9); Larenjeiras (de Saudades do Brasil n.º 11).
- Mompou: Canciones y danzas, n.º 1 y n.º 6.
- Mozart: Concierto para piano en sol mayor K. 453; Concierto para piano en re menor K. 466; Concierto para piano en do mayor K. 467; Cuarteto con piano en sol menor K. 478; Concierto para piano en la mayor K. 488; Concierto para piano en do menor K. 491; Cuarteto con piano en mi bemol mayor K. 493; Rondo en la menor K. 511.
- Poulenc: Trois mouvements perpétuels, FP 14; Napoli FP 40; Intermezzo para piano en re bemol mayor FP 71 n.º 2; Intermezzo en la bemol mayor, FP 118.
- Prokófiev: Visions fugitives Op. 22 (selección); Marcha (del L'amore delle tre melarance Op. 33).
- Rajmáninov: Preludio en do sostenido menor Op. 3 n.º 2; Concierto para piano n.º 2 en do menor Op. 18; Rapsodia sobre un tema de Paganini Op. 43.
- Ravel: La vallée des cloches (de Miroirs); Valses nobles y sentimentales; Trío con piano en la menor; Forlane (de Le tombeau de Couperin).
- Rubinstein: Barcarolle Op. 50 n.º 3 en sol menor; Barcarolle n.º 4 en sol mayor; Walse-Caprice en mi bemol mayor.
- Saint-Saëns: Concierto para piano en sol menor Op. 22.
- Schubert: Fantasía en do mayor, D. 760 Wanderer; Minuetto de la Sonata en sol mayor D. 894; Trío con piano en si bemol mayor D. 898; Impromptu en sol bemol mayor D. 899 n.º 3; Impromptu en la bemol mayor D. 899 n.º 4; Trío con piano n.º 2 D. 929; Sonata en si bemol mayor D. 960.
- Schumann: Carnaval Op. 9; Fantasiestücke Op. 12; Estudios sinfónicos Op. 13; Träumerei (de Kinderszenen Op. 15 n.º 7); Kreisleriana Op. 16; Fantasía en do mayor Op. 17; Arabeske en do mayor Op. 18; Novellette en fa mayor Op. 21 n.º 1; Novellette en re mayor Op. 21 n.º 2; Novellette en re mayor Op. 21 n.º 5; Nachtstück en fa mayor Op. 23 n.º 4; Romance en fa sostenido mayor Op. 28 n.º 2; Quinteto con piano en mi bemol mayor Op. 44; Concierto para piano en la menor Op. 54; Trío con piano en re menor Op. 63; El profeta pájaro (de Waldszenen Op. 82).
- Scriabin: Nocturno para la mano izquierda en re bemol Op. 9 n.º 2.
- Stravinski: Tres escenas (de Petrushka).
- Szymanowski: Mazurcas Op. 50 n.º 1, n.º 2, n.º 3, n.º 4 & n.º 6; Sinfonía concertante Op. 60.
- Villa-Lobos: Alegria na horta, (de Suite floral), A. 117 n.º 3; Branquinha (de A Prole do bebê, I, A. 140 n.º 1); Moreninha (de A Prole do bebê, I, A. 140 n.º 2); Caboclinha (de A Prole do bebê, I, A. 140 n.º 3); Negrinha (de A Prole do bebê, I, A. 140 n.º 5); A pobresinha (de A Prole do bebê, I, A. 140 n.º 6); O Polichinelo (de A Prole do bebê, I, A. 140 n.º 7); A Bruxa (de A Prole do bebê, I, A. 140 n.º 8).